# 최기호
최기호(1952년 9월 21일 ~ )는 대한민국의 기업인으로 보령메디앙스의 前 사장이다. 보이 그룹 슈퍼주니어의 멤버 시원의 아버지이다. 